# Piętnasty Doktor
Piętnasty Doktor (ang. Fifteenth Doctor) – postać fikcyjna związana z brytyjskim serialem science fiction pt. Doktor Who, w którą wcielał się szkocki aktor pochodzenia rwandyjskiego, Ncuti Gatwa.
Doktor jest przedstawicielem rasy Władców Czasu (ang. Time Lords) z planety Gallifrey, który przemierza czas i przestrzeń na pokładzie statku kosmicznego o nazwie TARDIS. Pod koniec życia każdy Władca Czasu może się zregenerować, co często wiąże się ze zmianą jego wyglądu, charakteru, a także płci.

## Casting
W maju 2022 r. brytyjska stacja telewizyjna BBC ogłosiła, że Ncuti Gatwa zastąpi Jodie Whittaker w roli Doktora. Dopiero jednak w październiku 2022 r. ujawniono, że między inkarnacją Jodie Whittaker i Gatwy pojawi się dodatkowa postać - David Tennant jako Czternasty Doktor.

## Historia postaci
Debiut Piętnastego Doktora miał miejsce w odcinku Chichot (ang. The Giggle) - trzecim odcinku specjalnym, emitowanym w 2023 r. w związku z 60. rocznicą premiery serialu. Piętnasty łączy w nim siły ze swoją wcześniejszą inkarnacją, by pokonać przeciwnika Pierwszego Doktora - Zabawkarza.
Pierwszym odcinkiem, w którym Piętnasty Doktor zagrał główną rolę, był Kościół na Ruby Road (ang. The Church on Ruby Road), wyemitowany 25 grudnia 2023 r. W ramach tej samej historii miał miejsce debiut pierwszej towarzyszki - Ruby Sunday, w którą wcieliła się angielska aktorka Millie Gibson.
Piętnasty Doktor wystąpił łącznie w osiemnastu odcinkach serialu.
W odcinku The Reality War, wyemitowanym 31 maja 2025 r., ma miejsce regenracja Piętnastego Doktora. Zostaje on wówczas zastąpiony przez postać, graną przez brytyjską aktorkę Billie Piper.

## Towarzysze
Towarzyszkami Piętnastego Doktora były:
- Ruby Sunday (Millie Gibson)[11],
- Joy Almondo (Nicola Coughlan)[12],
- Belinda Chandra (Varada Sethu)[13].